# Europamästerskapen i hastighetsåkning på skridskor 2022
Europamästerskapen i hastighetsåkning på skridskor 2022 hölls fredagen den 7, lördagen den 8 och söndagen den 9 januari 2022 i Thialf i Heerenveen i Nederländerna.
Det var tredje gången som distans-EM arrangerades sedan ISU 2016 beslutat att hålla ett EM i allround + sprint på udda år och ett distans-EM på jämna år. Titlar och medaljer delades ut i sju tävlingar för både herrar och damer, fem individuellt och två i lag.

## Program
Alla tider var lokala UTC+1 (Centraleuropeisk tid).
| Fredag 7 januari 2022   | Fredag 7 januari 2022                                                    | Lördag 8 januari 2022   | Lördag 8 januari 2022                                                     | Söndag 9 januari 2022               | Söndag 9 januari 2022                                                                                     |
| Tid                     | Gren                                                                     | Tid                     | Gren                                                                      | Tid                                 | Gren |
|                         |                                                                          | 18.50                   | Öppningsceremoni                                                          |                                     | |
| 18.55 19.09 19.42 20.42 | Lagsprint, damer Lagtempo, herrar 3 000 meter, damer 1 000 meter, herrar | 14.30 14.49 15.28 16.58 | Lagsprint, herrar 500 meter, damer 5 000 meter, herrar 1 500 meter, damer | 14.05 14.32 15.21 16.05 16.46 17.09 | Lagtempo, damer 1 500 meter, herrar 1 000 meter, damer 500 meter, herrar Masstart, damer Masstart, herrar |

## Medaljörer

### Herrar
| Gren      | Guld                                                    | Guld       | Silver                                                                 | Silver   | Brons                                                     | Brons    |
| 500 m     | Piotr Michalski Polen                                   | 34,60      | Merijn Scheperkamp Nederländerna                                       | 34,61    | Dai Dai N'tab Nederländerna                               | 34,76    |
| 1 000 m   | Thomas Krol Nederländerna                               | 1.07,77    | Kjeld Nuis Nederländerna                                               | 1.07,86  | Kai Verbij Nederländerna                                  | 1.07,94  |
| 1 500 m   | Kjeld Nuis Nederländerna                                | 1.43,60    | Thomas Krol Nederländerna                                              | 1.43,91  | Allan Dahl Johansson Norge                                | 1.44,16  |
| 5 000 m   | Patrick Roest Nederländerna                             | 6.11,54    | Jorrit Bergsma Nederländerna                                           | 6.13,47  | Hallgeir Engebråten Norge                                 | 6.13,67  |
| Lagtempo  | Nederländerna Marcel Bosker Sven Kramer Patrick Roest   | 3.37,97 BR | Norge Hallgeir Engebråten Allan Dahl Johansson Sverre Lunde Pedersen   | 3.38,92  | Italien Davide Ghiotto Andrea Giovannini Michele Malfatti | 3.43,41  |
| Lagsprint | Nederländerna Merijn Scheperkamp Tijmen Snel Kai Verbij | 1.19,71    | Norge Håvard Holmefjord Lorentzen Bjørn Magnussen Henrik Fagerli Rukke | 1.19,83  | Polen Marek Kania Piotr Michalski Damian Żurek            | 1.20,54  |
| Masstart  | Bart Swings Belgien                                     | 61 poäng   | Livio Wenger Schweiz                                                   | 40 poäng | Ruslan Zakharov Ryssland                                  | 20 poäng |

### Damer
| Gren      | Guld                                                       | Guld       | Silver                                                          | Silver   | Brons                                                           | Brons    |
| 500 m     | Femke Kok Nederländerna                                    | 37,32      | Angelina Golikova Ryssland                                      | 37,43    | Daria Kachanova Ryssland                                        | 37,58    |
| 1 000 m   | Jutta Leerdam Nederländerna                                | 1.13,60    | Femke Kok Nederländerna                                         | 1.14,80  | Daria Kachanova Ryssland                                        | 1.14,94  |
| 1 500 m   | Antoinette de Jong Nederländerna                           | 1.53,81    | Ireen Wüst Nederländerna                                        | 1.54,08  | Francesca Lollobrigida Italien                                  | 1.54,50  |
| 3 000 m   | Irene Schouten Nederländerna                               | 3.56,62    | Antoinette de Jong Nederländerna                                | 3.59,79  | Francesca Lollobrigida Italien                                  | 4.00,61  |
| Lagtempo  | Nederländerna Antoinette de Jong Irene Schouten Ireen Wüst | 2.54,12 BR | Norge Marit Fjellanger Bøhm Sofie Karoline Haugen Ragne Wiklund | 2.58,54  | Ryssland Elizaveta Golubeva Evgeniia Lalenkova Natalya Voronina | 2.59,32  |
| Lagsprint | Polen Karolina Bosiek Andżelika Wójcik Kaja Ziomek         | 1.27,26    | Belarus Hanna Nifantava Ekaterina Sloeva Yauheniya Varabyova    | 1.31,18  | Norge Ane By Farstad Martine Ripsrud Julie Nistad Samsonsen     | 1.31,43  |
| Masstart  | Irene Schouten Nederländerna                               | 60 poäng   | Marijke Groenewoud Nederländerna                                | 42 poäng | Elizaveta Golubeva Ryssland                                     | 20 poäng |

### Medaljtabell
*   Värdland ( Nederländerna)
| Nr                  | Nation              | Guld | Silver | Brons | Totalt |
| ------------------- | ------------------- | ---- | ------ | ----- | ------ |
| 1                   | Nederländerna*      | 11   | 8      | 2     | 21     |
| 2                   | Polen               | 2    | 0      | 1     | 3      |
| 3                   | Belgien             | 1    | 0      | 0     | 1      |
| 4                   | Norge               | 0    | 3      | 3     | 6      |
| 5                   | Ryssland            | 0    | 1      | 5     | 6      |
| 6                   | Belarus             | 0    | 1      | 0     | 1      |
| 6                   | Schweiz             | 0    | 1      | 0     | 1      |
| 8                   | Italien             | 0    | 0      | 3     | 3      |
| Totalt (8 nationer) | Totalt (8 nationer) | 14   | 14     | 14    | 42     |